# 1804 en musique classique
| \| • Retour à la chronologie générale de la musique classique • \| |
| Grèce • Rome • Haut Moyen Âge • VIIIe siècle • IXe siècle • Xe siècle • XIe siècle XIIe siècle • XIIIe siècle • XIVe siècle • XVe siècle • XVIe siècle • XVIIe siècle XVIIIe siècle • XIXe siècle • XXe siècle • XXIe siècle |
| • Retour à la chronologie générale de la musique classique • |

| Années en musique classique : 1801 - 1802 - 1803 - 1804 - 1805 - 1806 - 1807    |
| Décennies en musique classique : 1770 - 1780 - 1790 - 1800 - 1810 - 1820 - 1830 |

Cet article présente les faits marquants de l'année 1804 en musique.

## Événements
- 18 mai : création de Amor non ha ritegno, de Simon Mayr, au Teatro alla Scala de Milan
- 10 juillet : Ossian ou Les Bardes, opéra de Jean-François Lesueur, créé.
- 3 octobre : Leonora, ossia L’amore coniugale, opéra de Ferdinando Paer, créé à Dresde.
- 27 novembre : Milton, opéra-comique de Gaspare Spontini, créé au Théâtre Feydeau.
- 3 décembre : fondation du Conservatoire Giovanni Battista Martini de Bologne (initialement Liceo musicale).

Date indéterminée
- Méthode de piano du conservatoire, de J.-L. Adam.
- Sonate pour piano no 21 « Waldstein » de Beethoven (commencée en 1803).
- Beethoven compose son unique opéra Fidelio (1804-1805).

## Prix de Rome
- 1er Prix : non attribué
- 2e Prix : Ferdinand Gasse et Victor Dourlen avec la cantate Alcyone.

## Naissances

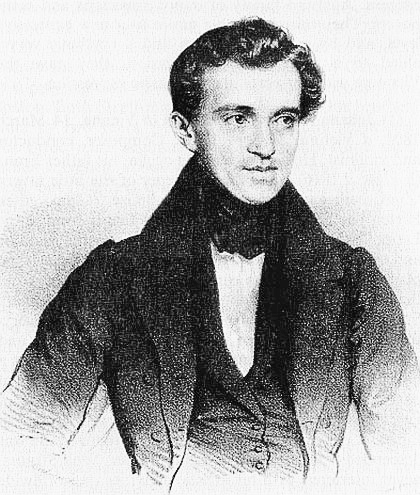
Johann Strauss I

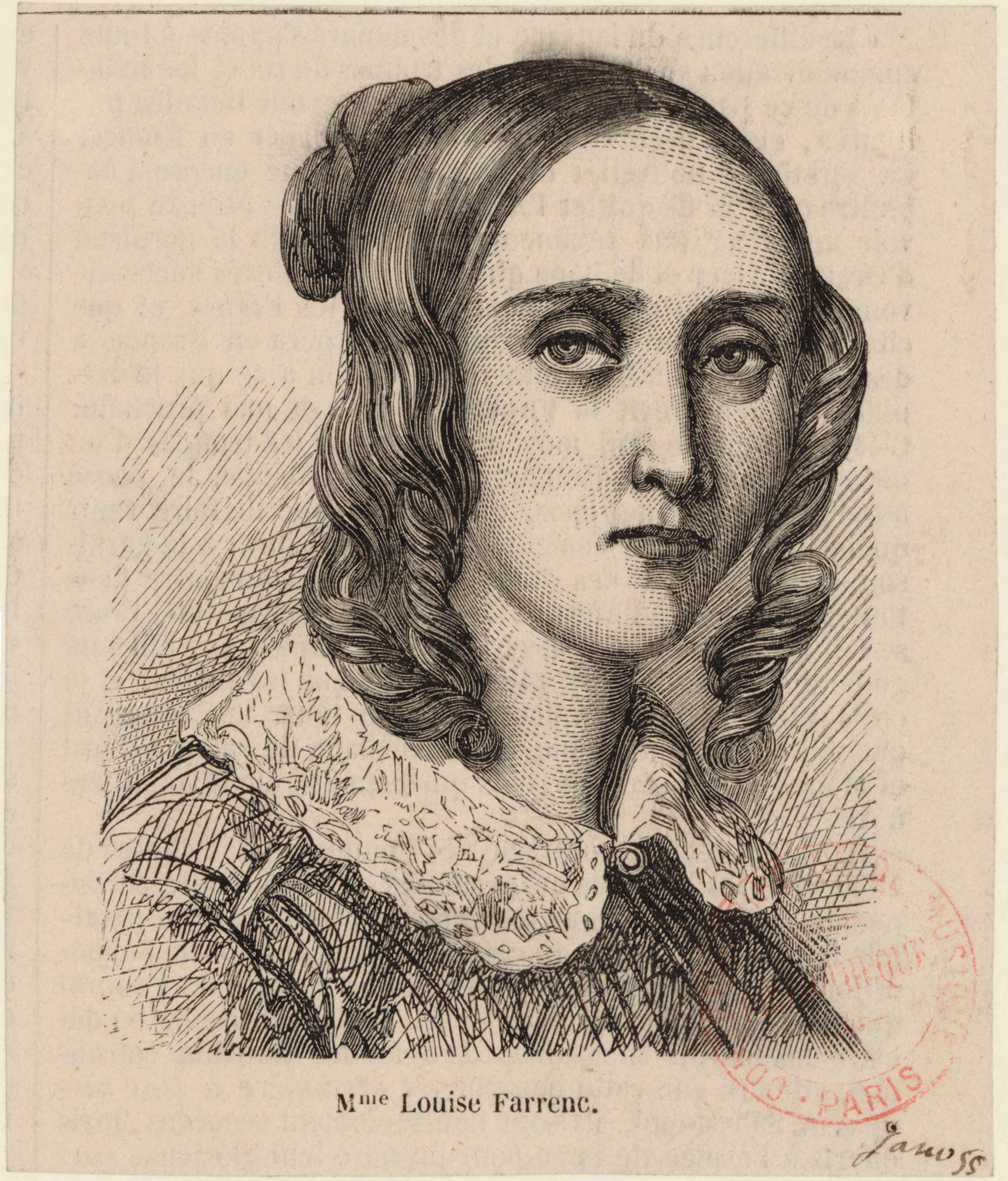
Louise Farrenc

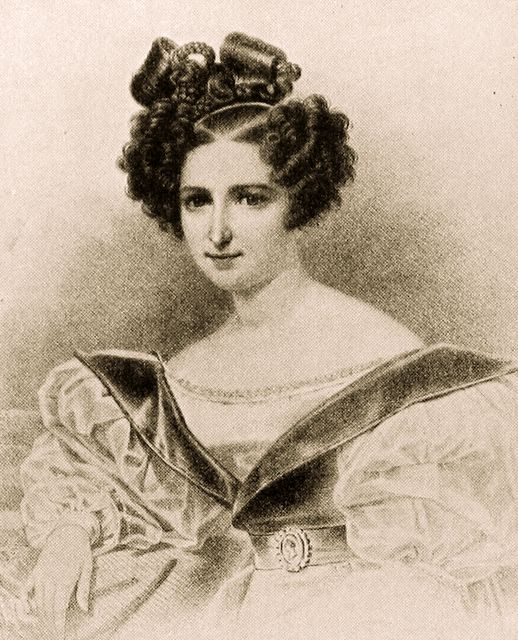
Wilhelmine Schröder-Devrient

- 12 janvier : Hippolyte Monpou, compositeur et organiste français († 10 août 1841).
- 15 janvier : Jane Stirling, aristocrate écossaise, élève de Frédéric Chopin († 6 février 1859).
- 16 janvier : Carl August Krebs, pianiste, compositeur et maître de chapelle allemand († 16 mai 1880).
- 9 mars : Alphonse Leduc, musicien, compositeur, professeur et éditeur de musique français († 17 juin 1868).
- 14 mars : Johann Strauss I, compositeur et chef d'orchestre autrichien († 25 septembre 1849).
- 21 mars : Basilio Basili, compositeur et ténor italien († 1895).
- 31 mai : Louise Farrenc, pianiste et compositrice française († 15 septembre 1875).
- 1er juin : Mikhaïl Glinka, compositeur russe († 15 février 1857).
- 9 juin : Joan Nin i Serra, prêtre, musicologue, compositeur et maître de chapelle catalan († 8 août 1867).
- 4 juillet : Casimir Gide, compositeur, libraire et éditeur français († 18 février 1868).
- 20 juillet : Scipion Rousselot, violoncelliste et compositeur français († vers 1880).
- 24 août : Vincenzo Negrini, baryton-basse italien († 16 août 1840).
- 4 septembre : Achille Gouffé, contrebassiste et compositeur français († 31 août 1874).
- 10 octobre : Charles Spackmann Barker, facteur d'orgue anglais († 26 novembre 1879).
- 18 octobre : Charles-Alexandre Fessy, organiste et compositeur français († 30 novembre 1856).
- 14 novembre : Heinrich Dorn, compositeur allemand († 10 janvier 1892).
- 15 novembre : Apollon Barret, hautboïste compositeur et facteur français de hautbois († 9 mars 1879).
- 27 novembre : Clorinda Corradi, mezzo-soprano d'origine italienne († 29 juin 1877).
- 6 décembre : Wilhelmine Schröder-Devrient, cantatrice allemande († 26 janvier 1860).

Date indéterminée
- Agostino Rovere, chanteur d'opéra italien, basse († 1865).

## Décès

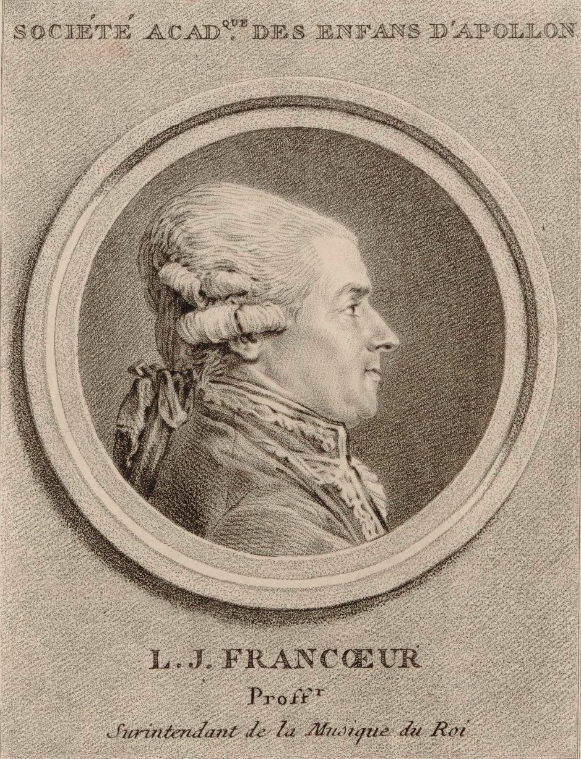
Louis Joseph Francœur

- 22 février : Joseph Benda, violoniste et compositeur de Bohême (° 7 mai 1724).
- 4 mars : Carl Leopold Röllig, joueur d'harmonica de verre et compositeur allemand (° vers 1735).
- 10 mars : Louis-Joseph Francœur, violoniste français, compositeur, administrateur de l'Opéra ( ° 10 octobre 1738).
- 20 mars : Ignaz Malzat, compositeur et hautboïste autrichien ( ° 4 mars 1757).
- 2 mai : Johann Stadler, clarinettiste de l'Orchestre de Vienne (° 6 mai 1755).
- 16 juin : Johann Adam Hiller, compositeur, chef d'orchestre et écrivain allemand (° 25 décembre 1728).
- 17 juillet : Christian Ernst Graf, compositeur et maître de chapelle d’origine allemande (° 30 juin 1723).
- 19 août : Albert Androt, compositeur français (° 1er mai 1781).
- 24 août : Johann Valentin Adamberger, ténor allemand (° 6 juillet 1743).
- 19 novembre : Pietro Guglielmi, compositeur italien (° 9 décembre 1728).
- 23 novembre : Ivan Mane Jarnowick, compositeur et violoniste virtuose (° 26 octobre 1747).

Date indéterminée
- Gioacchino Cocchi, compositeur italien (° vers 1715).
- Gaetano Manna, compositeur italien (° 12 mai 1751).
- Marie-Louise Marcadet, chanteuse d’opéra suédoise (° 3 décembre 1758).